# Ткаченко, Иван Филиппович
Ива́н Фили́ппович Ткаче́нко (15 марта 1916, посёлок Юзовка, Бахмутский уезд, Екатеринославская губерния, Российская империя (ныне г. Донецк, Украина) — 18 апреля 1945, Восточная Пруссия, Германия (ныне Калининградская область Российская Федерация)) — начальник разведки 3-го артиллерийского дивизиона 22-го гвардейского артиллерийского Евпаторийского Краснознамённого полка 3-й гвардейской стрелковой Волновахской дивизии 2-й гвардейской армии 3-го Белорусского фронта, гвардии лейтенант. Герой Советского Союза (19 апреля 1945 года).

## Биография
Родился в посёлке Юзовка Бахмутского уезда Екатеринославской губернии в семье рабочего металлургического завода. Окончил 9 классов общеобразовательной школы. В 1933—1940 годах работал электрослесарем на Сталинском металлургическом заводе.
В Красной Армии с 1940 года. Участник Великой Отечественной войны с сентября 1941 года. В 1943 году окончил Подольское артиллерийское училище. В 1944 году был принят в ВКП(б).
24 января 1945 года в бою за город Норденбург Восточная Пруссия пушки дивизиона двигались непосредственно в рядах пехоты. Под сильным огнём противника Ткаченко поднял солдат в атаку, проявив мужество и героизм.
Начальник разведки 3-го артиллерийского дивизиона 22-го гвардейского артиллерийского Евпаторийского Краснознамённого полка (3-й гвардейской стрелковой Волновахской дивизии, 2-й гвардейской армии, 3-го Белорусского фронта) гвардии лейтенант Ткаченко в районе города Бартенштайн Восточная Пруссия Германия (ныне Бартошице Польша) 2 февраля 1945 года, находясь в тылу противника с двумя разведчиками и радистом в течение 11 часов умело корректировал огонь дивизиона.
В результате были подавлены 2 артиллерийские и 2 миномётные батареи противника, уничтожены 8 пулемётных точек и более роты гитлеровцев. Лично уничтожил 19 немецких солдат.
Только за 12 дней наступательных боёв за Восточную Пруссию умело управляя артиллерийским огнём, Ткаченко уничтожил 3 орудия, 5 миномётов, 9 пулемётных точек и более роты солдат противника.
За время участия в боевых действиях был дважды тяжело ранен, но возвращался в строй.
18 апреля 1945 года гвардии лейтенант Иван Филиппович Ткаченко погиб.
Похоронен в городе Зеленоградск Калининградской области Российской Федерации) в братской могиле на улице Московской.

## Награды
Указом Президиума Верховного Совета СССР от 19 апреля 1945 года за героизм и мужество И. Ф. Ткаченко было присвоено звание Героя Советского Союза.
Также награждён орденами Ленина, Красного Знамени, Отечественной войны 1-й и 2-й степеней, Красной Звезды.

## Память
- Памятник Ивану Ткаченко установлен на площади перед заводоуправлением Донецкого металлургического завода в Донецке (площадь Металлургов).
- Улица в Ленинском районе Донецка названа именем И. Ф. Ткаченко.
- Мемориальные доски на зданиях на улице имени Ткаченко на доме, где он жил, и металлургического завода.
- Имя М. Ф. Ткаченко носила пионерская дружина школы № 30 Ленинского района, где учился Герой.
- Донецкий профессиональный металлургический лицей носит имя Героя Советского Союза И. Ф. Ткаченко.
- В городе Зеленоградске Калининградской области в честь И. Ф. Ткаченко названа улица; в этом же городе ему установлен памятник.